# Oregon Route 238

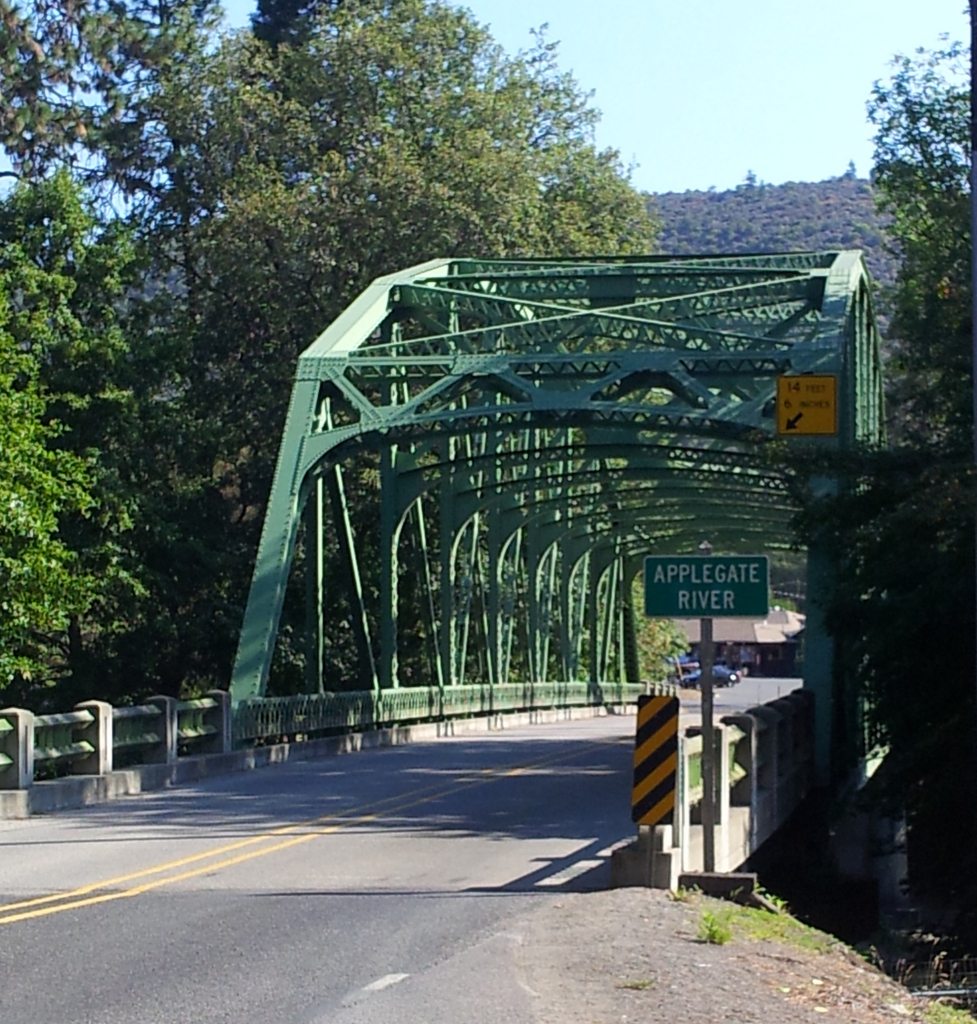
Az Applegate híd nyugatra tekintve 2012. szeptember 1-jén

Az Oregon Route 208 (OR-208) egy oregoni állami országút, amely kelet–nyugati irányban a 199-es szövetségi országút és a 99-es út Grants Pass-i csomópontjától a 62-es és 99-es utak medfordi kereszteződéséig halad.
A szakasz Jacksonville Highway No. 272 néven is ismert.

## Leírás
Az út Grants Pass és Medford között déli irányú félkört leírva fut. Az OR 99 és a US 199 csomópontjától indulva a New Hope-i elágazáshoz érkezik, majd Murphyt és az Applegate-folyót keresztezve délkeletre fordul. A szakasz Provolt után másodszor is áthalad az Applegate-folyó felett, majd északkeletre fordulva Applegate-be ér. A pálya Ruch után Jacksonville-be kanyarodik, majd Medford belvárosában a vasúti vágányokon átívelő felüljárót követően a 62-es és a 99-es utak elágazásánál ér véget.